# Roger Hägglund
Roger Hägglund (* 2. Juli 1961 in Umeå; † 6. Juni 1992) war ein schwedischer Eishockeyspieler, der in seiner aktiven Zeit von 1977 bis 1992 unter anderem für die Nordiques de Québec in der National Hockey League gespielt hat.

## Karriere
Roger Hägglund begann seine Karriere als Eishockeyspieler in seiner Heimatstadt bei IF Björklöven, für dessen Profimannschaft er in der Saison 1977/78 sein Debüt in der Division 1, der zweiten schwedischen Spielklasse, gab. Mit seinem Team stieg er auf Anhieb in die Elitserien auf, in der er in der Saison 1978/79 Årets Junior, bester schwedischer Juniorenspieler, wurde. In der Saison 1981/82 wurde der Center mit Björklöven Vizemeister. Für die Saison 1983/84 wurde er von dessen Ligarivalen Västra Frölunda verpflichtet. Anschließend wurden seine Transferrechte im Juli 1984 von den St. Louis Blues, die ihn bereits im NHL Entry Draft 1980 in der siebten Runde als insgesamt 138. Spieler ausgewählt hatten, an die Nordiques de Québec verkauft. In der Saison 1984/85 kam er zu insgesamt drei Einsätzen für Québec in der National Hockey League, verbrachte die gesamte restliche Spielzeit jedoch bei deren Farmteam Fredericton Express in der American Hockey League, für die er in 34 Spielen fünf Vorlagen gab.
Im Sommer 1985 kehrte Hägglund zu seinem Heimatverein IF Björklöven zurück. Mit diesem wurde er in der Saison 1986/87 Schwedischer Meister. Nachdem er in der folgenden Spielzeit mit dem Team noch einmal Vizemeister wurde, stieg er mit Björklöven in der Saison 1988/89 in die Division 1 ab. Der Schwede blieb der Mannschaft auch in der Folgezeit treu und spielte für diese weitere drei Jahre lang in der zweiten schwedischen Spielklasse. Am 6. Juni 1992 starb er im Alter von 30 Jahren an den Folgen eines Verkehrsunfalls. Seine Trikotnummer 23 wird seither in Andenken an ihn bei IF Björklöven nicht mehr vergeben.

### International
Für Schweden nahm Hägglund im Juniorenbereich an der U18-Junioren-Europameisterschaft 1979 sowie der U20-Junioren-Weltmeisterschaft 1981 teil. Bei der U20-WM 1981 wurde er mit seiner Mannschaft Weltmeister. Im Seniorenbereich stand er im Aufgebot seines Landes bei den Weltmeisterschaften 1982 und 1983.

## Erfolge und Auszeichnungen
- 1978 Aufstieg in die Elitserien mit IF Björklöven
- 1979 Årets Junior
- 1982 Schwedischer Vizemeister mit IF Björklöven
- 1987 Schwedischer Meister mit IF Björklöven
- 1988 Schwedischer Vizemeister mit IF Björklöven

### International
- 1981 Goldmedaille bei der U20-Junioren-Weltmeisterschaft